# Pierre Frébault
Pierre Aroarii Frébault, né le 27 octobre 1959 à Papeete, est un homme politique et ancien dirigeant syndical de Polynésie française.

## Biographie

### Formation
Pierer Frébault fait ses études secondaires au lycée La Mennais (1979 - baccalauréat G2 comptabilité), puis entame des études supérieures en métropole, avec un DUT gestion administrative et financière en 1981 puis un diplôme d’études comptables supérieures[réf. nécessaire].

### Carrière
Il est secrétaire général de la CSTP/FO. Il devient aussi un temps ministre de l’Économie de Polynésie française.
En 2017 est créée l'Arass, l'Agence de régulation sanitaire et sociale. Pierre Frébault en prend la direction dès sa présidence et il est démis de ses fonctions en mars 2022. Il lui est reproché d'avoir transmis des informations sur la politique vaccinale contre la Covid-19 au président Édouard Fritch. Il est nommé délégué interministériel à l'emploi local le 13 avril 2023, puis devient le 6 septembre 2023 délégué interministériel chargé du dialogue social et de la protection sociale généralisée.